# Infrared Space Observatory
Az Infrared Space Observatory (ISO) egy infravörös csillagászati űrtávcső, amelyet az Európai Űrügynökség épített és üzemeltetett a NASA-val és az ISAS-al közösen. Az ISO infravörös tartományban működött, 2,5 és 240 mikrométer közötti hullámhosszon.

## Repülés
Az ISO indítását 1979-re tervezték, de erre végül csak 1995 novemberében került sor. A folyékony hélium elhasználásáig működött, 1998 májusáig, 8 hónappal hosszabb ideig a tervezettnél.

## Műszerek
- Infrared Camera (ISOCAM): nagy felbontású kamera 2,5 és 17 mikrométer közötti hullámhosszon
- Photo-polarimeter (ISOPHOT): egy objektumból kisugárzott infravörös sugárzást méri
- Short Wave Spectrometer (SWS): spektrométer 2,4 és 45 mikrométer közötti hullámhosszon
- Long Wave Spectrometer (LWS): spektrométer 45 és 196,8 mikrométer közötti hullámhosszon

## Külső hivatkozások

### Külföldi oldalak
- ISO az ESA oldalán
- Az ISO adatközpont